# Chile Tuday
Chile Tuday (también estilizado como chiletuday), fue un programa humorístico y de conversación trasmitido por Megavisión entre 1999 y 2002.
Fue conducido por los hermanos Fernando y Nicolás Larraín —este último hasta 2001— junto con Felipe Izquierdo, a quienes también se les integró Yulissa del Pino en la penúltima temporada.Tanto Felipe como los hermanos Larraín habían tenido un proyecto musical y humorístico titulado «Fresco y Natural Después del Postre».
Considerado como un programa de culto, el programa terminó debido a su bajo rating (entre 11 y 7 puntos), debido a muchas razones, entre ellas están la salida de Nicolás Larraín para la conducción de la controvertida versión chilena del también polémico programa argentino CQC, emitido por el mismo canal, las controversias suscitadas por la sección «El gran público» y la salida de su director, el recordado Bibiano Castelló hacia TVN. En abril de 2020, el trío original de presentadores lanzó una versión stand up comedy de este programa, que es transmitida vía streaming, causando asombro y sorpresa por parte de su público.

## Secciones
El programa mezclaba humor con actualidad, donde se realizaban distintos sketches con parodias a diferentes personajes (como el matrimonio de Cecilia Bolocco y Carlos Menem o a la serie La pequeña casa en la pradera), entrevistas y reportajes. Entre sus secciones regulares estaban:
- «Teletubbies» (2000-2001): parodia de la serie Teletubbies. Los presentadores, disfrazados de los personajes del programa infantil, comentaban lo que acontecía en el mundo del espectáculo.
- «Todo por el rating» (2000-2001): la sección más conocida del programa, donde se provocaron muchas de las polémicas del espacio. En ella los presentadores se enfrentaban a diversas pruebas solo por obtener audiencia. Entre los desafíos que tuvieron estaban las peleas con un karateca profesional, entrar a una tina de hielo, o una tina con ratones.[3]
- «La Franja Política según Chiletuday» (diciembre 1999, noviembre-diciembre 2001): Parodia de la franja electoral en Chile. En la sección, candidatos ficticios presentaban sus campañas presidenciales (1999) y parlamentarias (2001).
- «Fashion Clemency» (2000): parodia de los programas de makeovers. Los presentadores, disfrazados de estilistas ambiguos llamados «Arvaro», «Roby» y «Dani», hacían un cambio de look extremo a algún televidente.
- «Supiste supiste cómo se hace» (2000): sketch donde se mostraba «la verdad» sobre cómo se hacían varios oficios, de forma irónica. Era una parodia al microprograma emitido en el mismo canal Mega, Viste viste cómo se hace.
- «La Nana» (2001): Sketch donde se retrataba la triste historia de vida de «Valentina» (caracterizada por Felipe Izquierdo), una asesora del hogar que debía enfrentar las exigencias y maltratos de su empleadora «Betty» (Fernando Larraín) y la indiferencia del marido de ésta, «Gerardo» (Nicolás Larraín).
- «The Waters» (2001): grupo musical formado por los presentadores, con el que interpretaban temas musicales.
- «El gran público» (2002): concurso donde se desafiaba a algún televidente a hacer un desafío para obtener un premio.[1][12]

## Controversias

### Pruebas
El programa fue muy controversial, ya que se intentó hacer cosas que estaban al límite de lo aceptable para la televisión chilena de la época. Los diputados Juan Bustos y Fulvio Rossi afirmaron en 2002 que el programa tenía una «forma escandalosamente trasgresora en materia de derechos humanos que se ha hecho habitual como manera de captar la atención de la audiencia televisiva».
Así, por ejemplo, el domingo 19 de agosto de 2001, el presentador Nicolás Larraín intentó ingresar dentro de una caja llena de ratas, cuestión que no se realizó ya que su madre, Sonia de Toro, llamó al programa amenazando con acudir al entonces dueño del canal, Ricardo Claro. 
El 18 de julio de 2002, durante la sección «El gran público», la concursante María Eugenia Barrios fue agredida en una de las pruebas por un tigre llamado «Rex», incidente que llevó a la producción del espacio a suspender las pruebas arriesgadas.

### Polémicas
Otro motivo de controversia fueron las declaraciones de sus presentadores, que en ocasiones eran confrontadas en vivo con las personas aludidas. Así ocurrió el domingo 24 de septiembre de 2000, cuando Nicolás Larraín aseguró que Margot Kahl había cobrado 8 millones de pesos para animar un evento de caridad para el Hogar de Cristo en Miami, lo cual fue desmentido por la presentadora en un llamado telefónico que fue puesto al aire. Algo similar sucedió el domingo 8 de julio de 2001, cuando la actriz y comediante Gladys del Río discutió por vía telefónica con el trío de animadores por haberla comparado con el protagonista de La máscara.
Otras polémicas fueron las afirmaciones o acciones realizadas por invitados al programa, como lo que aconteció el 20 de agosto de 2000, cuando la doctora María Luisa Cordero realizó un gesto obsceno hacia la exprimera dama Marta Larraechea. El desprestigio de Chile Tuday hizo que el entonces director ejecutivo de Chilevisión, Felipe Pozo, negara el permiso a los rostros de su canal para asistir como invitados al espacio.
En agosto de 2002 el programa se enfrascó en una polémica con el Congreso Nacional, tras un reportaje donde exponían la baja asistencia de algunos parlamentarios a las sesiones del Congreso.